# 養老インターチェンジ
養老インターチェンジ（ようろうインターチェンジ）は、岐阜県養老郡養老町にある東海環状自動車道のインターチェンジである。
2024年4月10日よりETC専用インターチェンジに変更。ETC非搭載車は利用できない。
当ICから外回りを走行した場合の終点となる大野神戸ICと中間の大垣西ICはいずれもETC専用インターチェンジとして運用されているため、ETC非搭載車は大野神戸ICから養老IC間の東海環状自動車道を利用できなくなった。

## 道路
- C3 東海環状自動車道（17番）

## 接続する道路

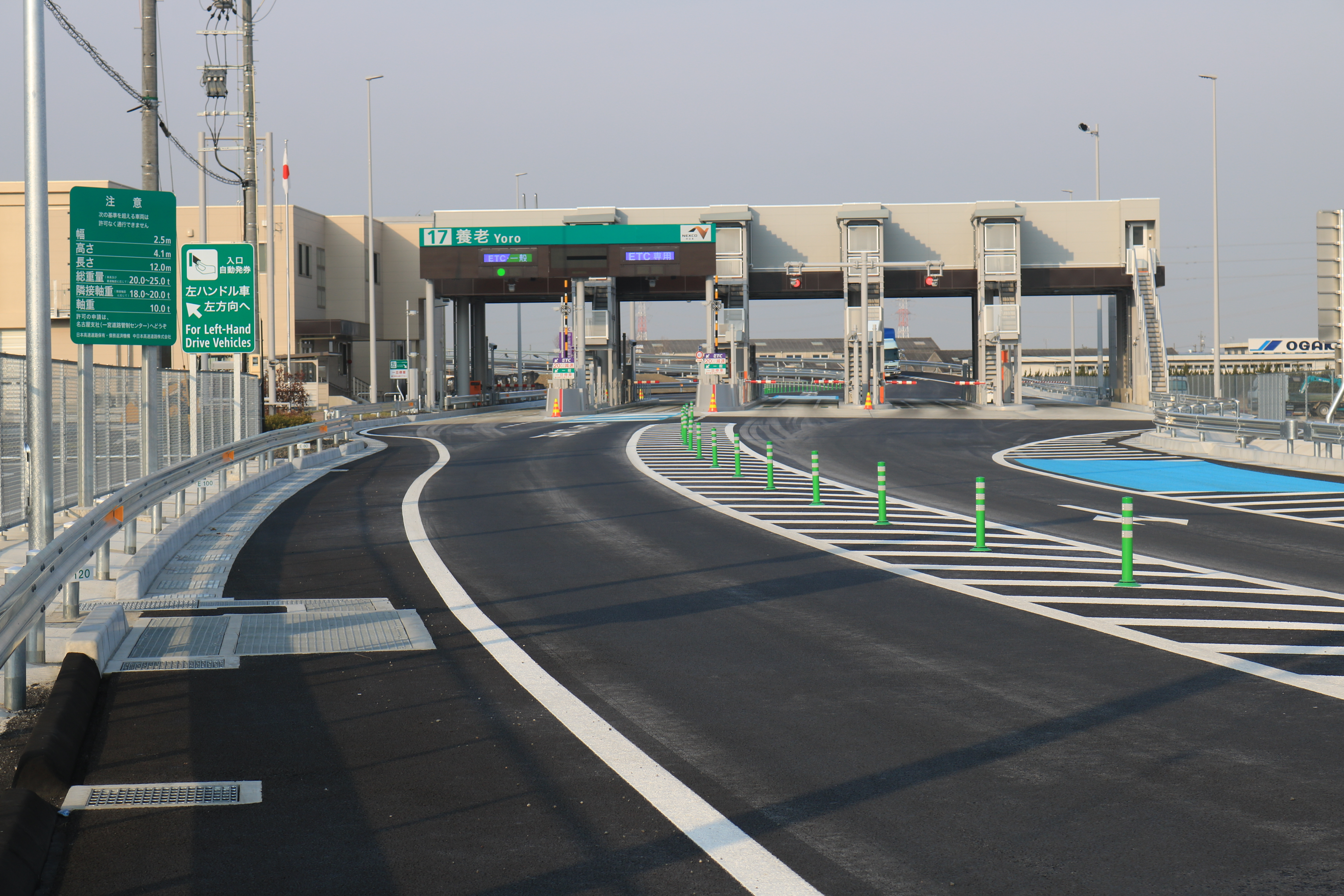
料金所

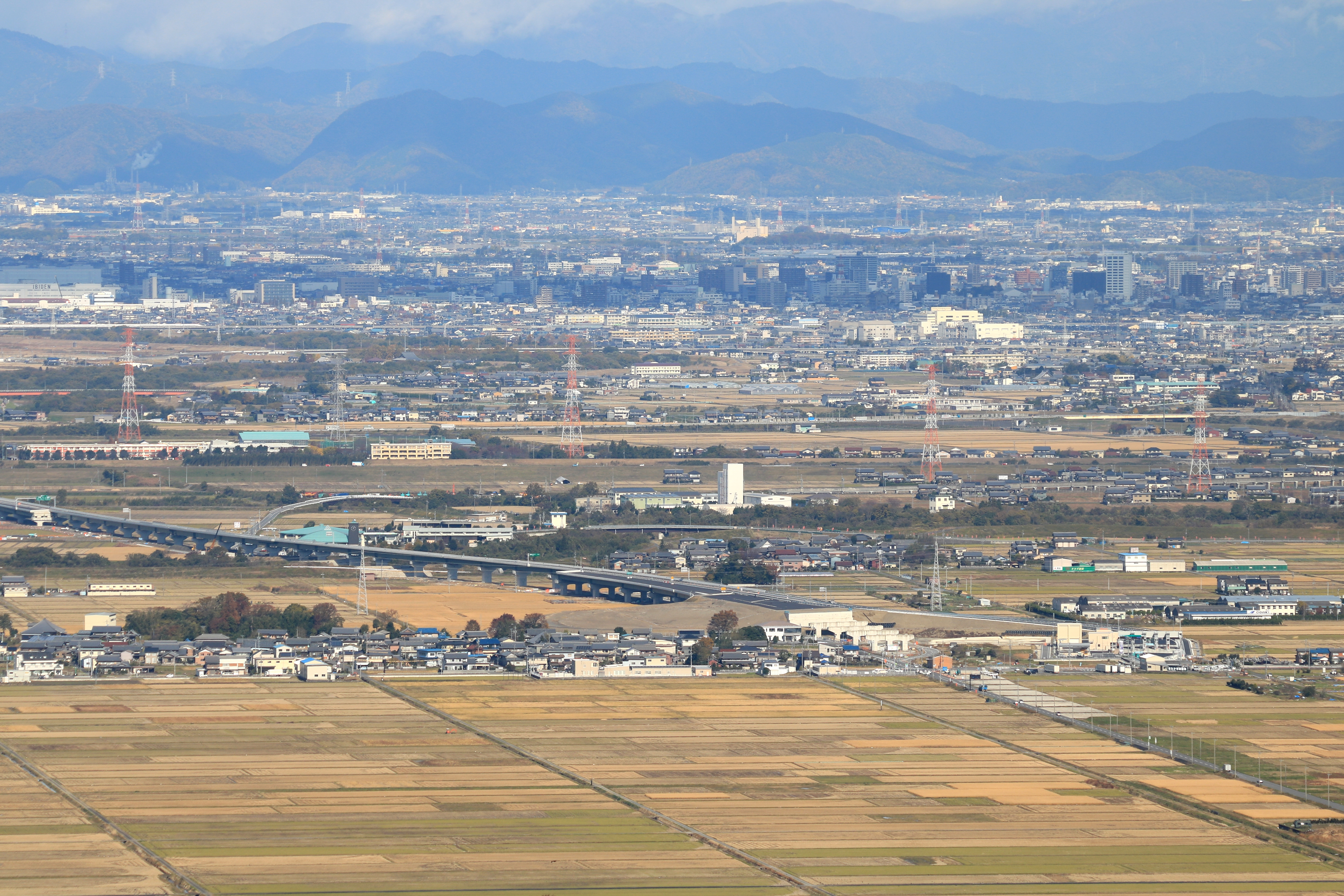
養老インターチェンジと接続する岐阜県道213号養老平田線（2017年11月）

- 岐阜県道213号養老平田線

## 料金所
- ブース数 : 5

### 入口
- ブース数 : 2
  - ETC専用 : 1
  - ETC/サポート : 1

### 出口
- ブース数 : 3
  - ETC専用 : 2
  - サポート : 1

## 歴史
- 1996年（平成8年）10月4日 : 関広見IC - 養老IC間が都市計画決定。
- 2007年（平成19年）4月24日 : 養老IC - いなべIC間 (18.0 km) が都市計画決定。これにより東海環状自動車道全線のルートが決定。
- 2013年（平成25年）9月17日 : 養老JCT - 養老IC間 (3.1 km) の着工。
- 2017年（平成29年）
  - 8月2日 : IC名称が「養老IC」に正式決定[2]。
  - 10月22日 : 養老JCT - 養老IC間 開通に伴い、供用開始[3][4]。
- 2024年（令和6年）4月10日 : 料金所がETC専用になる[5]。
- 未定 : 養老IC - いなべIC間 開通予定[6]。

## 隣
C3 東海環状自動車道
(16)大垣西IC - (26-1)養老JCT - (17)養老IC - 海津PA/スマートIC（事業中） - 北勢PA（事業中） - (18)いなべIC